# Bowls

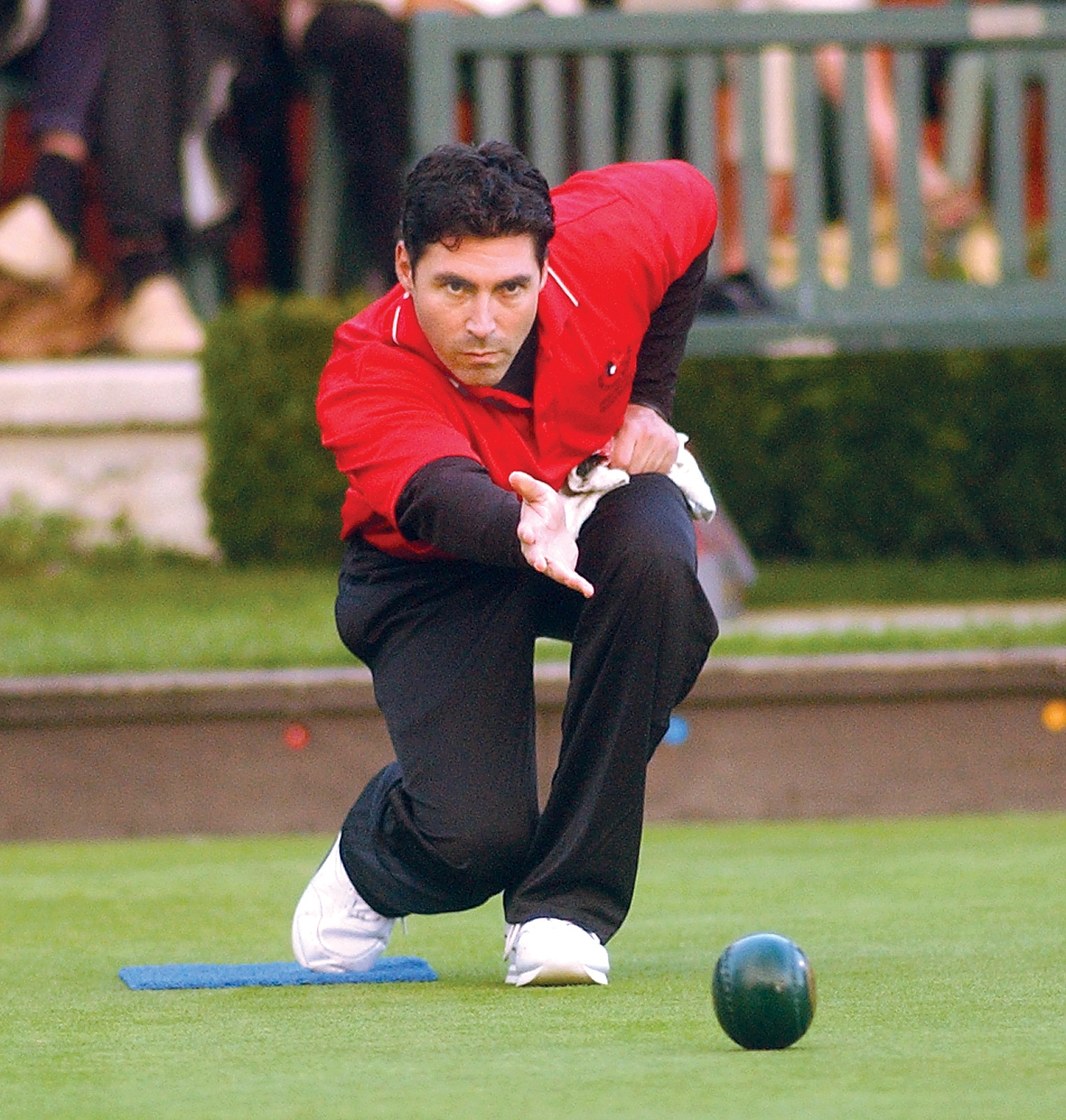
Een speler in actie

Bowls is een traditionele sport uit Engeland. Het is een precisiesport waarbij het de bedoeling is dat de spelers afgeplatte ballen, bowls, zo dicht mogelijk naar een kleinere doelbal laten rollen. Een belangrijk verschil met jeu de boules is dat de speler bij bowls de bal vanaf het begin laat rollen, maar bij jeu de boules de boules bij het eerste spel met een boog door de lucht werpt.

## Regels

### Teams
Iedere speler beschikt over vier bowls. De spelers, of teams van twee, drie of vier personen (single, pairs, triples of fours), moeten proberen de afgeplatte ballen zo dicht mogelijk bij een doelbal (jack of kitty) te placeren. Voor elke bowl die dichter bij de jack ligt dan de bowls van de tegenstander verkrijgt men een punt.

### Ballen

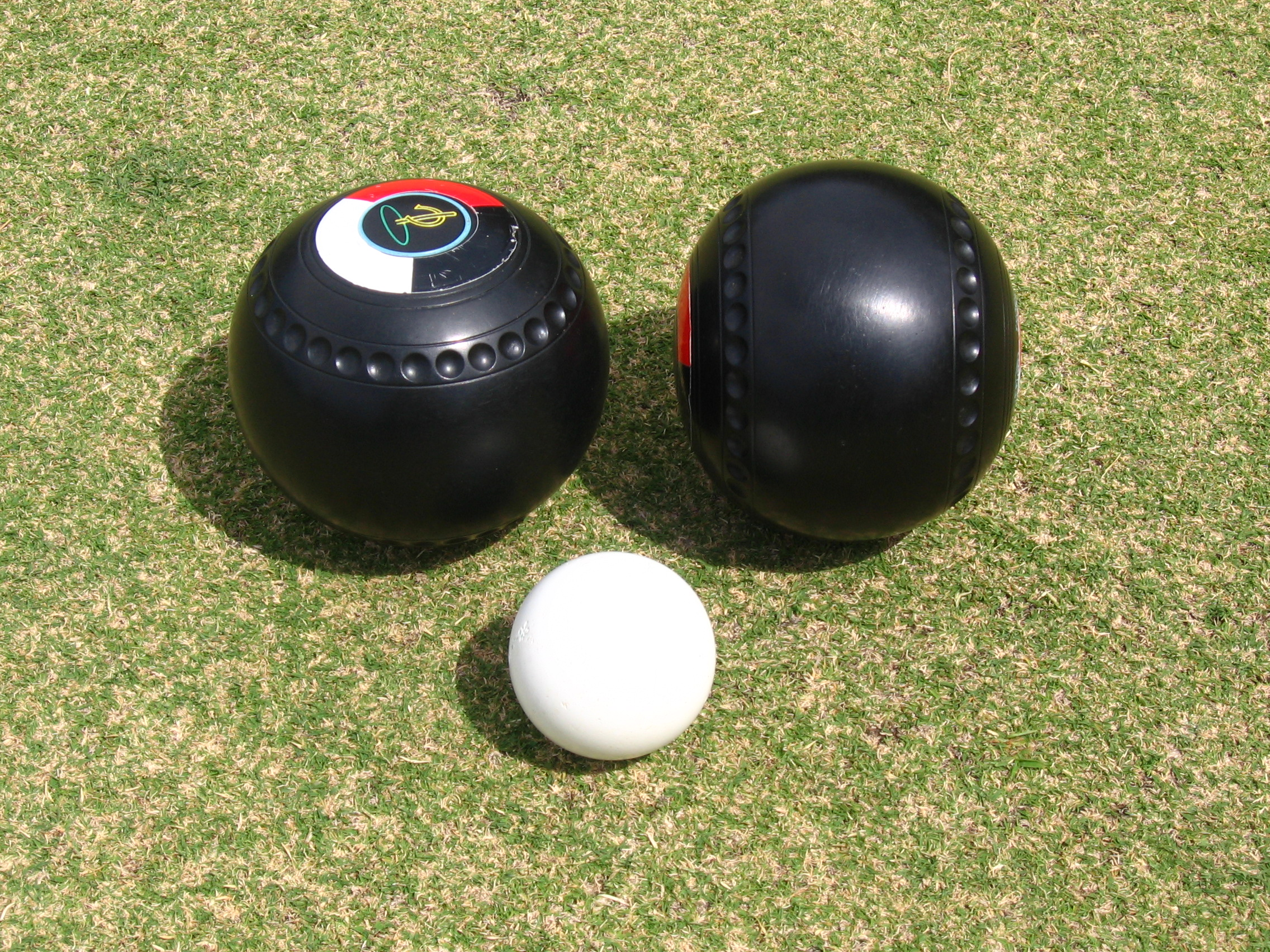
Twee bowls en een jack

Bowls van deze sport zijn niet helemaal rond; de vorm doet denken aan een 'Edammer kaas'. Een bowl weegt 1200 gram, en dit gewicht is ongelijk in de bowl verdeeld. Aan de zware kant heeft de bowl een stip, aan de lichte kant een cirkel. De bedoeling is dat het hierdoor mogelijk is met effect te spelen, waarbij de koers zal afbuigen naar de kant waarop de stip staat aangegeven

### Baan
Bowls wordt zowel binnen als buiten gespeeld. In Nederland wordt binnen gespeeld op matten van minimaal 30 m lang en 4 m breed.

## Geschiedenis
Bowls is zeer populair in het Verenigd Koninkrijk en werd als lawn bowling ook bekend in de voormalige koloniën.
In Southampton ligt de oudste nog in gebruik zijnde green, deze dateert van 1299. Daar zou Drake, toen hij de Spaanse Armada aan de horizon zag verschijnen, eerst zijn spel bowls hebben afgemaakt voor hij ten strijde trok om de vloot te verslaan.
Volgens historici is bowls voortgekomen uit een spel dat reeds 5000 jaar voor onze jaartelling door de Egyptenaren werd gespeeld met een kegel en stenen ballen. De sport breidde zich in allerlei vormen uit over de wereld. Bekende varianten zijn naast jeu de boules uit Frankrijk ook bocce uit Italië en bolle uit Denemarken. Curling is een wintervariant van bowls die vooral populair is in Canada en de Scandinavische landen.

## Nederland

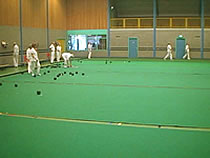
Bowls indoor

Bowls wordt sinds de jaren 1980 ook in Nederland beoefend.  Mede door de ontvangst van de BBC-televisie in Nederland is de sport aan het eind van de jaren 1980 meer bekend geworden, en in die tijd werden dan ook de eerste bowlsverenigingen opgericht, zoals bijvoorbeeld Haagse Bowls, opgericht in 1985 en in 1990 als vereniging ingeschreven.
De NIOBB (Nederlandse Indoor en Outdoor Bowls Bond) werd opgericht op 11 februari 1992 als overkoepelend orgaan voor de bowlsspelers in Nederland. De NIOBB organiseert de Nederlandse Kampioenschappen voor zowel indoor als outdoor in de diverse categorieën en wedstrijden voor de selectiespelers.
De NIOBB is aangesloten bij de World Bowls (WB), World Indoor Bowls Council (WIBC), de European Bowls Board en door het NOC*NSF als sportbond erkend. Internationaal is Nederland reeds vertegenwoordigd geweest bij de Outdoor WK voor dames in 1996, 2000 en 2004, de Atlantic Rim Games, de Europese kampioenschappen en in april 2004 de World Indoor Kampioenschappen Single en Mix Pairs in Ierland.
Het aantal bij de NIOBB aangesloten bowlsverenigingen bedraagt ongeveer vijftig, maar het aantal verenigingen is in werkelijkheid groter, dit komt doordat velen zich als ouderenvereniging manifesteren. Aangezien er in de beschikbare sporthallen vaak alleen overdag nog ruimte te huren is, ziet men bij de Indoorclubs hoofdzakelijk 50-plussers.
De eerste permanente bowlshal in Nederland en enige op het Europese vasteland stond in Almere en was 21 september 2002 in gebruik genomen door Almere Bowls Club (ABC), opgericht op 4 maart 1993. Vanaf 2002 tot 1 juli 2011 werd er gespeeld in deze Indoor Bowlshal. De hal was gebouwd aan het sportcomplex de Toekomstgroep, Almere-Stad. Doordat de gemeente Almere de subsidie stopte en daardoor de hal voor de club niet meer te betalen was, is de hal als bowlshal gesloten. 
Permanente buitenbanen zijn er onder andere in Haarlem en Enschede. Deze zijn van mei tot en met september geopend. Hier kan ook in de avonduren en in het weekeinde worden gespeeld.